# مارکو لاوران
مارکو لاوران (به انگلیسی: Marco Loughran) (زادهٔ ۲۴ مارس ۱۹۸۹) شناگر اهل بریتانیا است.